# Runaway/My Girlfriend
Runaway/My Girlfriend – osiemnasty singel południowokoreańskiego zespołu TVXQ, wydany w Japonii 13 lutego 2008 roku przez Rhythm Zone. Jest to drugi singel z „projektu TRICK” (jap. TRICK企画 TRICK kikaku). Nazwa projektu pochodzi od piosenki „TRICK” z albumu T. Piosenka ta jest kompilacją wszystkich melodii z projektu, o różnych aranżacjach i tempie. Pierwsza piosenka została wykonana przez wszystkich członków zespołu, podczas gdy druga piosenka była śpiewana przez Yoochuna.
Singel osiągnął 8 pozycję w rankingu Oricon i pozostał na liście przez 26 tygodni, sprzedał się w nakładzie 32 983 egzemplarzy w Japonii i 10 674 w Korei Południowej.

## Lista utworów
| CD | CD                                                    | CD     | CD         | CD         | CD      |
| Nr | Tytuł utworu                                          | Tekst  | Kompozycja | Aranżacja  | Długość |
| -- | ----------------------------------------------------- | ------ | ---------- | ---------- | ------- |
| 1. | „Runaway”                                             | H.U.B. | AKIRA      | AKIRA      | 3:30    |
| 2. | „My Girlfriend -YUCHUN from Tōhōshinki-”              | YUCHUN | Jun Suyama | Jun Suyama | 4:10    |
| 3. | „Runaway” (Less Vocal)                                |        | AKIRA      | AKIRA      | 3:30    |
| 4. | „My Girlfriend -YUCHUN from Tōhōshinki-” (Less Vocal) |        | Jun Suyama | Jun Suyama | 4:10    |
|    |                                                       |        |            |            | 15:20   |

## Notowania
| Lista                             | Pozycja |
| --------------------------------- | ------- |
| Oricon Weekly Singles Chart       | 8       |
| Billboard Japan Hot 100           | 49      |
| Billboard Japan Top Singles Sales | 8       |